# Immeuble au 5 rue Royale
L'immeuble au no 5 de la rue Royale est un bâtiment situé à Fontainebleau, en France. Il est partiellement inscrit aux monuments historiques depuis 1928.

## Situation et accès
L'édifice est situé au no 5 de la rue Royale, dans le centre-ville de Fontainebleau, et plus largement au sud-ouest du département de Seine-et-Marne.

## Structure
L'édifice évolue sur trois niveaux et se compose de trois travées du côté de la place et de deux sur le côté latéral.

## Statut patrimonial et juridique
Les façades de l'immeuble sur la place du Général-de-Gaulle et de celles de ses communs font l'objet d'une inscription au titre des monuments historiques par arrêté du 26 novembre 1928, en tant que propriété privée. Son mur de clôture est radié de l'inventaire le 7 octobre 1935.